# Рыкманов, Алексей Антонович
Алексей Антонович Рыкманов (род. 25 января 2004, Челябинск) — российский хоккеист, нападающий.

## Биография
Воспитанник челябинского «Трактора». В сезонах 2020/21 — 2023/24 — игрок комады МХЛ «Белые медведи». С сезона-2022/23 — в команде ВХЛ «Челмет». В сезоне-2024/25 дебютировал в КХЛ составе «Трактора».